# جيك حنا
جيك حنا (بالإنجليزية: Jake Hanna)‏ هو عازف جاز أمريكي، ولد في 4 أبريل 1931 في Roxbury, Boston ‏ في الولايات المتحدة، وتوفي في 12 فبراير 2010 في لوس أنجلوس في الولايات المتحدة بسبب مرض دموي.

## وصلات خارجية
- جيك حنا على موقع ميوزك برينز (الإنجليزية)
- جيك حنا على موقع أول ميوزيك (الإنجليزية)
- جيك حنا على موقع ديسكوغز (الإنجليزية)